# Taxerbrandstatt

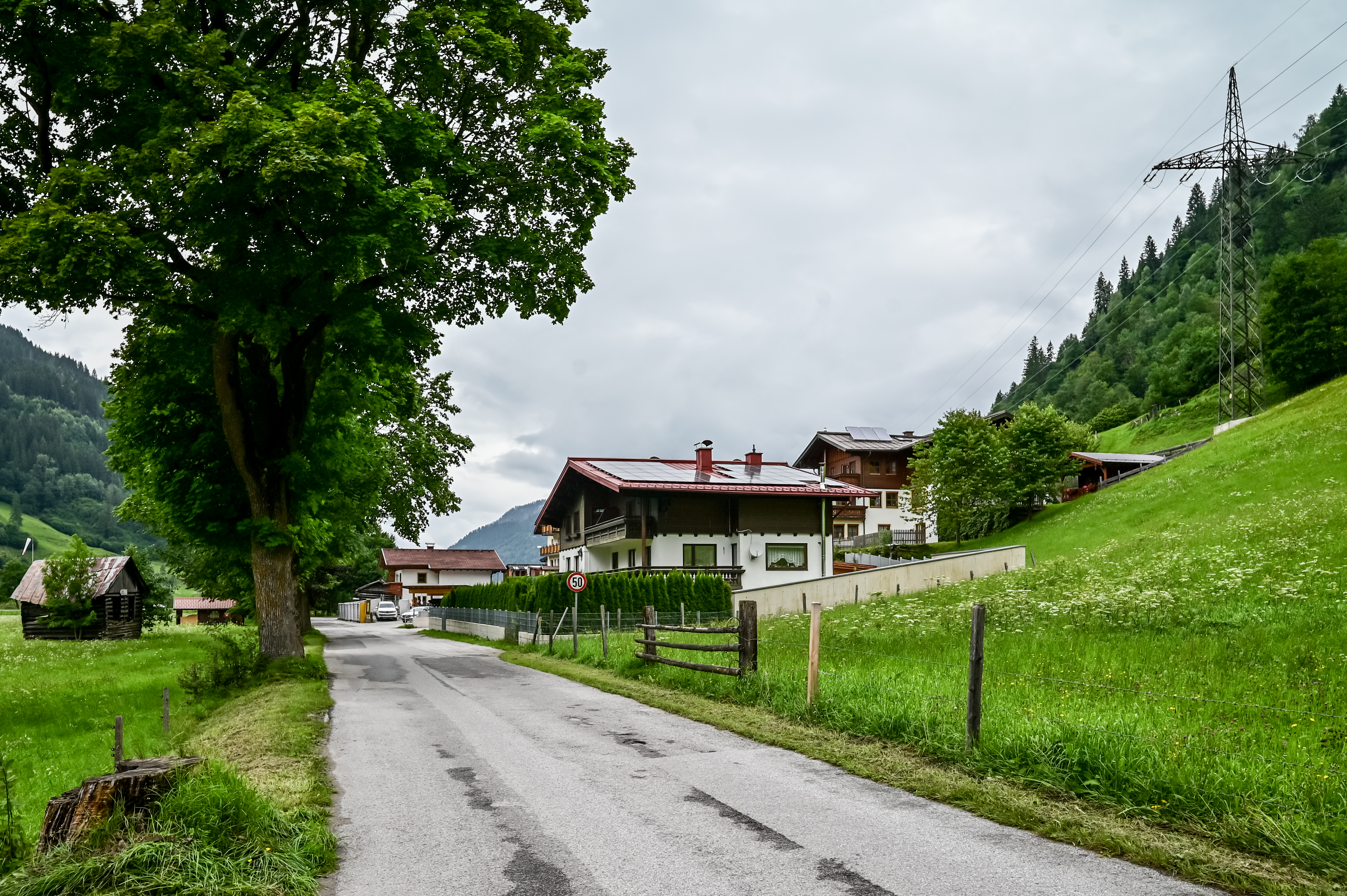
Taxerbrandstatt von Süden

Die Taxerbrandstatt ist eine Ansiedlung in der Marktgemeinde Bad Hofgastein im österreichischen Bundesland Salzburg.

## Geografie

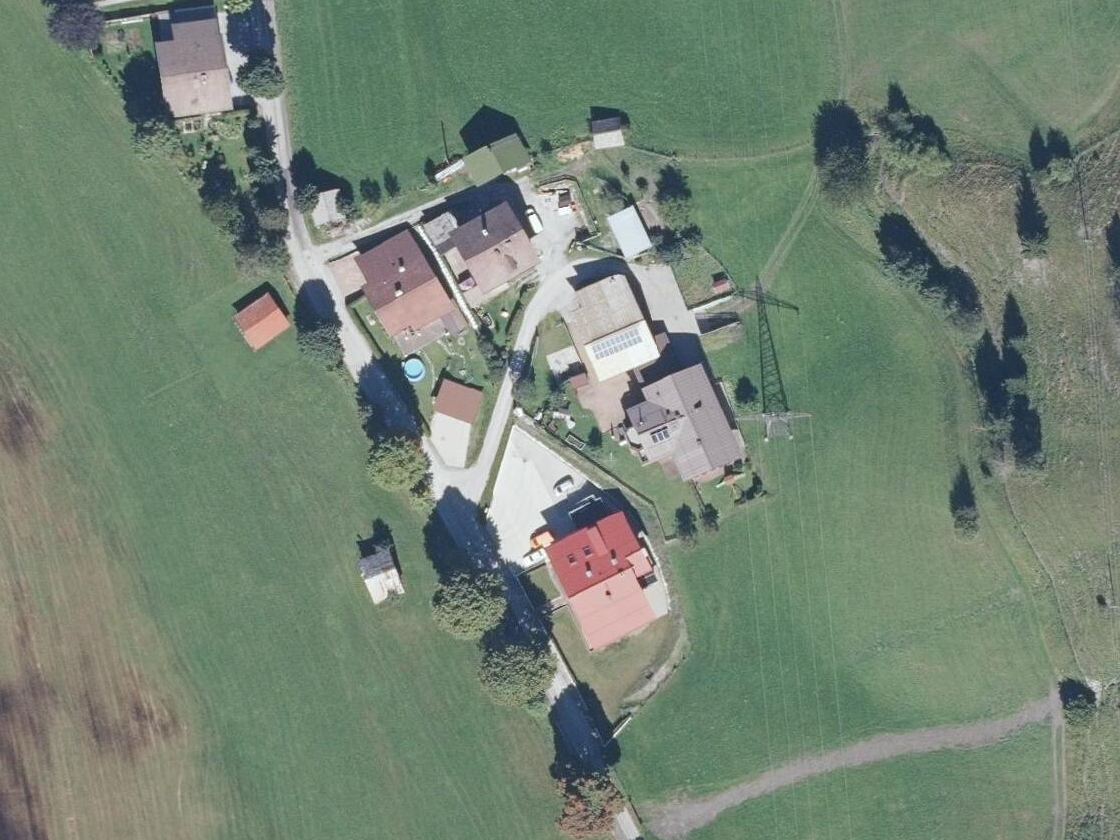
Taxerbrandstatt aus der Vogelperspektive

Die Taxerbrandstatt befindet sich zwischen dem Dorf Dorfgastein und der Rotte Harbach an der alten Talstraße des Gasteinertals. Sie ist der Ortschaft und gleichnamigen Katastralgemeinde Harbach zugehörig. Die Ansiedlung liegt auf einer Höhe von 825 m ü. A. an den westlichen Ausläufern des Fulsecks in der Ankogelgruppe. Vom rechten Flussufer der Gasteiner Ache ist sie durch die Landesstraße B167 getrennt. Nördlich der Taxerbrandstatt fließt der in die Gasteiner Ache mündende Brandstattbach. Die Fernradwege Ciclovia Alpe Adria und EuroVelo 7 führen an der Ansiedlung vorbei.

## Geschichte
Die Taxerbrandstatt gehörte früher zur Salzburger Domdechantei. Im von 1823 bis 1830 erstellten Franziszeischen Kataster ist sie als Gut unter dem Namen Doxerbrandstadl mit mehreren Gebäuden verzeichnet. Eine weitere frühe Bezeichnung ist Guett Prandstatt.